# (4040) Purcell
(4040) Purcell ist ein Hauptgürtelasteroid, der am 21. September 1987 von Ted Bowell von der Anderson-Mesa-Station des Lowell-Observatoriums aus entdeckt wurde.
Der Asteroid wurde nach dem englischen Barockkomponisten Henry Purcell (1659–1695) benannt.